# Јандрија Томић Ћић
Јандрија Томић Ћић (Бастаси, код Дрварa, 22. децембар 1888 – Дрвар, 25. мај 1944), учесник Народноослободилачке борбе и народни херој Југославије.

## Биографија
Родио се у селу Бастаси, код Дрварa, 22. децембар 1888. године. Основну школу завршио је у родном месту, а затим се бавио земљорадњом. У Првом светском рату мобилисали су га аустроугари и послали на фронт у Галицију. Предао се Русима и током Октобарске револуције ступио је у Црвену армију. Ту је постао командир чете, али се након годину дана вратио у Дрвар. Пропагирао је идеје октобарске револуције па је стално био под полицијском присмотром. Политички је био ангажован, па је неколико пута биран за сеоског кнеза, а 1928. године га је Земљорадничка странка кандидовала на својој листи. Одбио је да преузме општинску власт у родном селу Бастаси, јер га је поставила бановинска власт.
Након слома југословенске државе у Априлском рату, формирао је Баскашки одред и изабран је у чин водника. Командовао је нападом на Дрвар. У јануару 1942. године постао је командир Настаске чете која је водила борбе са италијанима и четницима. Предводио је чету у борбама код Дрвара, Босанског Петровца, Грахова и Гламоча. У партију је примљен почетком фебруара 1942, а у јулу након ослобођења Дрвара постављен је одлуком Окружног комитете КПЈ за првог команданта места у Дрвару. На тој функцији остао је до децембра 1942, да би у јануару 1943 изабран за председника Среског народноослободилачког одбора Дрвар.
За време Четврте непријатељске офанзиве Дрвар је поново окупиран и тада је формиран Дрварско-петровачки одред, а Јандрија псотављен за команданта у Команди подручја Дрвар. Добио је чин мајора. Немци су 25. маја 1944. године извршили Десант на Дрвар и том приликом погинуо је Јандрија Томић.
Указом председника ФНР Југославије Јосипа Броза Тита, 27. септембра 1953. године, проглашен је за народног хероја.